# Werner Kalmus
Werner Kalmus (* 19. Februar 1892 in Liebstadt, Kreis Mohrungen; † 5. November 1971 in Husum) war ein deutscher Verwaltungsjurist und Landrat.

## Leben
Kalmus war Sohn des Frauenarztes Gustav Kalmus und seiner Frau Anna geb. Bowien. Nach dem Abitur in Strasburg an der Drewenz studierte er ab 1912 an der Eberhard-Karls-Universität Rechtswissenschaft. Am 19. Februar 1913 wurde er im Corps Rhenania Tübingen recipiert. Nach Ausbruch des Ersten Weltkrieges unterbrach Kalmus sein Studium und trat als Kriegsfreiwilliger in das deutsche Heer. 1918 Im Range eines Leutnants aus der Armee entlassen, setzte er nach Kriegsende sein Studium fort. 1920  trat er als Referendar in den Staatsdienst. 1922 bestand er das Examen als Regierungsassessor. Zunächst war er bei der Regierung in Stettin tätig und ab 1928 als Regierungsrat beim Regierungsbezirk Allenstein. Ende 1933 war er Vertreter des Polizeipräsidenten in Flensburg, bis zum 31. August 1935 Polizeidezernent bei der Regierung in Schleswig und danach Vertreter des Polizeipräsidenten in Potsdam. Ende Juni 1936 wurde er vertretungsweise als Landrat im Kreis Husum beschäftigt und dort im Juni 1937 offiziell als Landrat eingesetzt.
Kalmus gehörte von 1918 bis 1931 der Deutschen Volkspartei an und trat zum 1. Dezember 1932 der NSDAP bei (Mitgliedsnummer 1.409.821). In der Zeit des Nationalsozialismus wurde er Mitglied des Nationalsozialistischen Kraftfahrerkorps, in dem er Obertruppführer bei der Motorstandarte 27 in Potsdam wurde. Nach Ausbruch des Zweiten Weltkrieges war Kalmus in den Distrikt Lublin des Generalgouvernements ab Ende Oktober 1939 als Kreishauptmann in Chełm abgeordnet. Von Anfang März 1940 bis Kriegsende war er Landrat im Landkreis Prenzlau. Er erhielt das Kriegsverdienstkreuz (1939) II. Klasse.
Nach Kriegsende befand sich Kalmus von August 1945 bis März 1947 in britischer Internierung. Seine Frau Lise-Lott war mit den vier Kinder nach Husum geflohen. Später war er als Vertreter einer Versicherung beschäftigt. Über seine Entnazifizierung ist nichts bekannt. Er lebte als Landrat a. D. in Husum und wurde in den Kreistag vom Kreis Nordfriesland gewählt.